# III-V族化合物
III-V族化合物（さんごぞくかごうぶつ）は、ホウ素、アルミニウム、ガリウム、インジウム、タリウムなどの周期表III族(13族)元素と、窒素、リン、ヒ素、アンチモン、ビスマスなどのV族(15族)元素との化合物の総称である。
代表的なものに、窒化ホウ素(BN)、ヒ化ガリウム(GaAs)などがある。
III-V族化合物は大きなバンドギャップを持ち、固く、化学的にも安定な物質が多い。特に、ヒ化ガリウムに代表されるIII-V族化合物の半導体を、III-V族半導体と呼ぶ。
また、III-V族化合物は電気的には半導体であるが、Ⅲ族元素とⅤ族元素の組み合わせによって異なるバンドギャップを持つため、
エピタキシャル成長などを用いて、任意のバンドギャップを持つ半導体を作製することができる(Band-gap engineering英語版wikiへジャンプ)。
但し、不用意な格子欠陥を防ぐために格子定数の値が近いものを選ぶ必要がある。
例えば、1.7eVの半導体を作製するとすれば、格子定数がどちらも5.6Åであり、バンドギャップがそれぞれ1.4eV、2.1eVであるヒ化ガリウムとヒ化アルミニウムを用いてヘテロエピタキシャル成長させればよい。